# Cuca Canals
María Fernanda Canals de Campos, més coneguda com a Cuca Canals (Barcelona, 1962) és una escriptora, pintora i guionista catalana.

## Biografia
Es va llicenciar en Ciències de la Informació a la Universitat Autònoma de Barcelona. Com a guionista de cinema, ha treballat amb Bigas Luna. Com a pintora, ha exposat a la seva ciutat natal i a Madrid.

## Obres
Novel·les
- Berta, la larga (1996), traduïda a l'alemany, anglès, portuguès i neerlandès
- La hescritora (1998)[2]
- Llora, Alegría (1999)
- La profesora que hacía faltas de Hortografía (2014)

Guions de pel·lícules
- Jamón, jamón
- Huevos de oro (1992)
- La teta i la lluna
- Volavérunt (1999)
- La camarera del Titanic (1997)

El Museu del Disseny de Barcelona conserva una mostra de la seva obra.

## Premis
Medalles del Cercle d'Escriptors Cinematogràfics
| Año  | Categoría           | Película                | Resultado  |
| ---- | ------------------- | ----------------------- | ---------- |
| 1997 | Millor guió adaptat | La camarera del Titanic | Guanyadora |

Premis Goya
| Any  | Categoria            | Pel·lícula              | Resultat   |
| ---- | -------------------- | ----------------------- | ---------- |
| 1992 | Millor guió original | Jamón, jamón            | Candidata  |
| 1997 | Millor guió adaptatl | La camarera del Titanic | Guanyadora |